# Convent de San Domingos (la Corunya)
El convent de San Domingos és un convent de l'orde dels dominics situat a la ciutat vella de la Corunya, a Galícia. Es va construir durant el segle xiii. Va ser destruït pels anglesos el 1589 i finalment reconstruït al segle xvii amb l'aspecte actual. D'arquitectura barroca, conserva de l'edifici original dues capelles: la de la Verge del Remei i la de Nostra Senyora del Roser, patrona de la ciutat. Té una torre girada respecte a l'eix de la façana.